# سامر سالم (لاعب كرة قدم سوري)
سامر سالم (15 يناير 1993 بكفر حمرة في سوريا - ) هو لاعب كرة قدم سوري في مركز الهجوم. شارك مع منتخب سوريا تحت 20 سنة لكرة القدم ومنتخب سوريا تحت 23 سنة لكرة القدم. أما مع النوادي، فقد لعب مع نادي أهلي صنعاء ونادي الحرية ونادي الحسين ونادي الخابورة ونادي العروبة.

## وصلات خارجية
- سامر سالم على موقع قاعدة بيانات كرة القدم.إي يو (الإنجليزية)
- سامر سالم على موقع Soccerway.com (الإنجليزية)
- سامر سالم على موقع كووورة